# جامع زكي باشا
جامع زكي باشا المدرس ويسمى أحياناً الجامع الحميدي هو أحد أوائل الجوامع التي بنيت خارج أسوار المدينة القديمة حيث تم الانتهاء من بنائه في 1899 من قبل عبد الرحمن زكي باشا آل المدرس، تم تصميمه بشكل مشابه لجامع المدرسة الرضائية ولكن على مساحة أصغر. اشتهر الجامع ب المِئْذنة المخروطية والكتابات التاريخية المنقوشة في أماكن مختلفة على جدرانه.